# Wil (San Gallo)
Wil (toponimo tedesco) è un comune svizzero di 23 667 abitanti del Canton San Gallo, nel distretto di Wil del quale è capoluogo; ha lo status di città. Il 1º gennaio 2013 ha inglobato il comune soppresso di Bronschhofen; Wil è diventata la città più grande del cantone, dopo San Gallo e Rapperswil-Jona.

## Geografia antropica

### Frazioni
- Bronschhofen
  - Maugwil
  - Rossrüti
  - Trungen
- Hofberg
- Letten
- Lindenhof
- Neulanden
- Oelberg

## Infrastrutture e trasporti
Wil è servita dall'omonima stazione, sulla ferrovia San Gallo-Winterthur, ed è capolinea della Mittelthurgaubahn e della linea a scartamento ridotto per Frauenfeld.